# Jean Rondeau
Jean Rondeau (ur. 13 maja 1946 roku w Le Mans, zm. 27 grudnia 1985 w Champagné) – francuski kierowca wyścigowy. Właściciel firmy konstruującej samochody 24-godzinnego wyścigu Le Mans oraz Mistrzostw Świata Samochodów Sportowych.

## Kariera wyścigowa
Rondeau rozpoczął karierę w międzynarodowych wyścigach samochodowych w 1973 roku od startów we Francuskiej Formule Renault, gdzie jednak nie zdobywał punktów. W późniejszych latach Francuz pojawiał się także w stawce 24-godzinnego wyścigu Le Mans, World Challenge for Endurance Drivers, World Championship for Drivers and Makes, FIA World Endurance Championship oraz IMSA Camel GT Championship.

## Śmierć
Rondeau zginął w wypadku samochodowym w 1985 roku na przejeździe kolejowo-drogowym nieopodal Champagné.